# Casinaria legalis
Casinaria legalis är en stekelart som först beskrevs av Cresson 1874.  Casinaria legalis ingår i släktet Casinaria och familjen brokparasitsteklar. Inga underarter finns listade.